# Johann Voldemar Jannsen
Johann Voldemar Jannsen (Vana-Vändra, 16 maggio 1819 – Tartu, 13 luglio 1890) è stato un giornalista e poeta estone.
Sue sono le parole dell'inno nazionale estone Mu isamaa, mu õnn ja rõõm ("Mia terra natia, mio orgoglio e gioia").
Nel 1857 Johann Voldemar Jannsen fondò il primo giornale in lingua estone a tiratura regolare. La testata si chiamava Perno Postimees e veniva stampata a Pärnu. Nel 1863 Jannsen si trasferì con la famiglia a Tartu; trasferì nella città anche la sede del giornale, che cambiò nome in Eesti Postimees.
Jannsen, attivo nel movimento nazionalista estone, credeva che il canto e la musica, soprattutto se eseguiti in gruppo (da cori e bande), fossero un potente strumento per stimolare lo spirito nazionale. Nel 1865 fondò l'associazione culturale Vanemuine, che organizzò il primo festival canoro estone, che si svolse a Tartu dal 18 al 20 giugno 1869. La manifestazione fu un successo: parteciparono 51 cori e 5 bande, per un totale di 845 persone tra cantori e musicisti, e attirò circa 4000 spettatori. Da allora i festival canori nazionali vennero organizzati periodicamente, all'incirca ogni cinque anni, e diventarono una tradizione culturale importante per l'Estonia, che continua tuttora (nel 2004 si è svolto a Tallinn il 24º festival canoro nazionale).
Nell'ambito del primo festival canoro nazionale del 1869 fu eseguita per la prima volta in pubblico la versione corale del poema Mu isamaa, mu õnn ja rõõm, scritto da Jannsen su una melodia composta nel 1848 da Fredrik Pacius per musicare il poema Maamme (che sarebbe in seguito diventato l'inno nazionale della Finlandia). La canzone diventò in breve tempo un simbolo del movimento patriottico estone, e fu adottato come inno nazionale dell'Estonia indipendente nel 1920.
Jannsen fu il padre della poetessa Lydia Koidula, considerata la prima autrice di poesia patriottica dell'Estonia.